# Schinderhannes (Band)

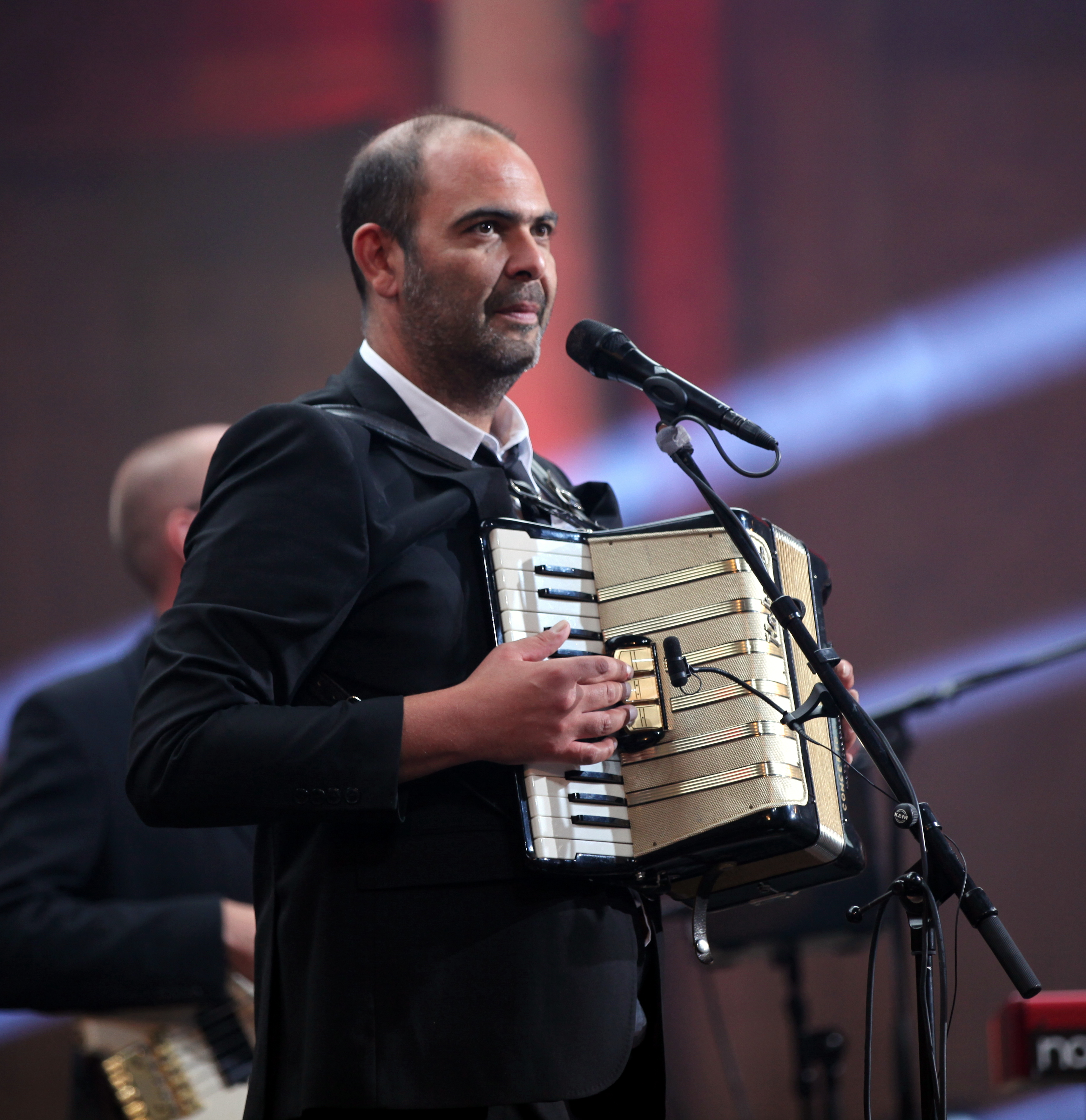
Hannes Ringlstetter auf dem Heimatsound-Festival 2015

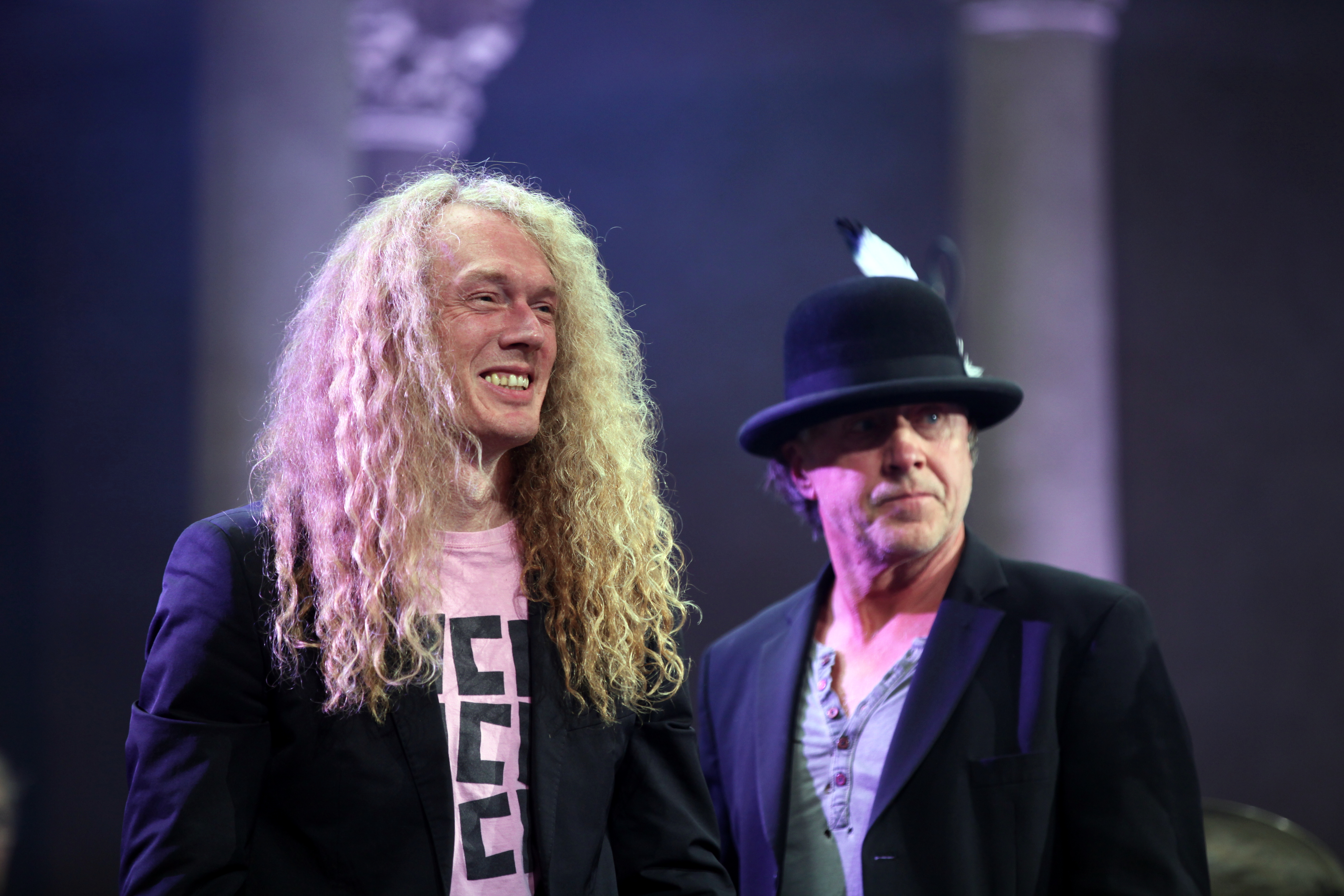
Jochen Goricnik und Edgar Feichtner auf dem Heimatsound-Festival

Schinderhannes ist eine 1992 von Hannes Ringlstetter in Regensburg gegründete, bayerische Mundart-Rockband. Der Name der Band ist ein Wortspiel aus dem Spitznamen Johannes Bücklers und dem Vornamen des Frontmanns. Ringlstetter (Gesang, Gitarre und Akkordeon) tourte unter dem  selben Namen bereits seit 1989.

## Besetzung
Zur Band gehören als Stammbesetzung das Trio Ringlstetter, Jochen Goricnik (seit 1996; Gitarre, Bass, Mandoline und Hintergrundgesang) und Marco Köstler (seit 1997; Keyboards und andere Tasteninstrumente, Hintergrundgesang sowie Streichsoli). Unterstützende Bandmitglieder waren Annette Frank (Gesang und Equalizer), Bernhard Frank (Arrangements/Programming, Gitarre, Bass, Keyboards und Perkussion), Michael Eber (Schlagzeug), Michael Thomas (Schlagzeug), Markus Paul (Bass), Markus Fritsch (Bass), Tobias Heindl (Violine), Hans Wax (Vihuela), Edgar Feichtner (Horn, Posaune, Alphorn und Akkordeon), Peter Feichtner (Tuba), Wolfgang Dersch (Posaune), Stefan Lang (Trompete), Hannes Däschlein (Gitarre) und Martin Jungmayer (Saxophon).

## Werk
2000 unterschrieb die Band einen Plattenvertrag bei Amigo Records. Die dort produzierte Single "Da bin i dahoam" wurde zum offiziellen Song beim Regensburger Fest der Bayern gewählt. Nach mehreren Auftritten gründete die Band ein eigenes Label mit dem Namen Klimper & Schepper.
Der 2001 produzierte Song "Mach di frei" wurde von Anastacia und den H-Blockx beim Rock-im-Park-Festival gecovert. 2002 trat sie als Vorband von Hubert von Goisern auf. Die Band wurde bereits mit dem BLM-"Telly" ausgezeichnet, dem Medienpreis des bayerischen Lokal- und Regionalfernsehens.

### Diskografie
- „Da bin i dahoam“ (Maxi-CD; Amigo Records)
- „Live“ (Amigo Records)
- „Mach di frei“ (Apostel Records)
- „Die ewige Landpartie“ (Klimper & Schepper)
- „Himmelfahrt“ (Klimper & Schepper)
- „Heit nocht“ (zusammen mit DENK; Single)